# Stella Stevens
Estelle Caro Eggleston (Yazoo City, Misisipi, 1 de octubre de 1938-Los Ángeles, California, 17 de febrero de 2023), conocida como Stella Stevens, fue una actriz y modelo estadounidense.

## Biografía y carrera

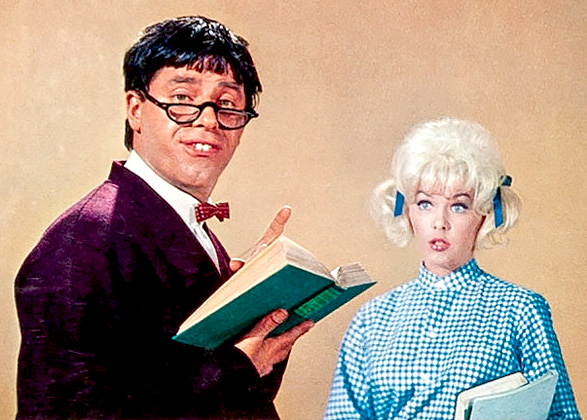
Stevens junto a Jerry Lewis en The Nutty Professor (1963). De esta película se derivó la imagen en la que ambos fueron retratados, que se utilizó como portada del álbum debut homónimo de la banda de rock española Hombres G.

Única hija del matrimonio formado por el vendedor de seguros Thomas Ellett Eggleston y la enfermera Estelle Caro, Stevens nació en la localidad de Yazoo City, Misisipi, aunque algunas fuentes indican equivocadamente a la aldea Hot Coffee como su lugar de nacimiento, pero se trató de un truco publicitario. 
Contrajo matrimonio con el electricista Noble Herman Stephens el 1 de diciembre de 1954, probablemente en Memphis, Tennessee. Del matrimonio nació el único hijo de la actriz, el actor y productor Andrew Stevens. Se divorciaron tres años más tarde, aunque ella retuvo una variante del apellido de su esposo como nombre profesional. Se convertiría en suegra de la actriz Kate Jackson. Tuvo tres nietos.
Obtuvo su primer contrato con la productora 20th Century Fox, pero la abandonó a los seis meses. Tras obtener el papel de "Appassionata Von Climax" en la película Li'l Abner (1959), fue contratada por la productora Paramount Studios (1959-1963) y posteriormente por Columbia Pictures (1964-1968). Por su papel en la película "Di uno por mí", compartió el Globo de Oro de 1960 con Tuesday Weld, Angie Dickinson y Janet Munro.
En 1960 fue playmate del mes de enero de la revista Playboy, también apareció en la revista en 1965 y 1968. Se la consideró entre las cien actrices más sexys del siglo XX. A lo largo de la década de 1960, fue una de las mujeres más fotografiadas en todo el mundo, junto con Jacqueline Bouvier Kennedy, Marilyn Monroe, Brigitte Bardot, Ann-Margret y Raquel Welch.
En 1962 actuó junto a Elvis Presley en Girls! Girls! Girls! y al año siguiente protagonizó El profesor chiflado, de Jerry Lewis. En 1970 actuó en La balada de Cable Hogue junto a Jason Robards. En 1972, apareció en la película La aventura del Poseidón, de Irwin Allen, en el papel de "Linda Rogo" (la esposa ex prostituta del personaje interpretado por Ernest Borgnine).
A lo largo de su carrera, apareció en docenas de programas de televisión, señaladamente en la temporada 1981-1982 de la serie Flamingo Road. Se asoció con la fallecida Sandy Dennis en una producción protagonizada por mujeres de La extraña pareja, de Neil Simon, haciendo el papel de la desaliñada.
Produjo y dirigió dos películas: The Ranch (1989) y The American Heroine (1979).

## Muerte
Stella Stevens falleció el 17 de febrero de 2023 a los 84 años, por complicaciones de la Enfermedad de Alzheimer en Los Ángeles, California, Estados Unidos.

## Filmografía

### Cine
- American Cowslip (2007) (pre-production) (attached)
- Popstar (2005)
- Hell to Pay (2005)
- Glass Trap (2005)
- Blessed (2004)
- The Long Ride Home (2003)
- Size 'Em Up (2001)
- Invisible Mom (1997) (V)
- Bikini Hotel (1997)
- Virtual Combat (1996)
- Body Chemistry 4: Full Exposure (1995)
- The Granny (1995)
- Illicit Dreams (1995)
- Star Hunter (1995)
- Attack of the 5 Ft. 2 Women (1994) (telefilm)
- Molly & Gina (1994)
- Point of Seduction: Body Chemistry III (1994) (V)
- Hard Drive (1994)
- Little Devils: The Birth (1993)
- Eye of the Stranger (1993)
- The Nutt House (1992)
- South Beach (1992)
- Last Call (1991)
- Down the Drain (1990)
- The Terror Within II (1990)
- Mom (1990)
- Exiled in America (1990)
- Monster in the Closet (1987)
- The Longshot (1986)
- Chained Heat (1983)
- Ladies Night (1983)
- Wacko (1983)
- The Manitou (1978)
- Mister Deathman (1977)
- Nickelodeon (1976)
- Cleopatra Jones and the Casino of Gold (1975)
- Las Vegas Lady (1975)
- Arnold (1973)
- La aventura del Poseidón (1972), como Linda Rogo
- Slaughter (1972)
- Stand Up and Be Counted (1972)
- A Town Called Hell (1971)
- La balada de Cable Hogue (1970)
- The Mad Room (1969)
- Where Angels Go, Trouble Follows (1968)
- Sol Madrid (1968)
- How to Save a Marriage (And Ruin Your Life) (1968)
- Rage (1966)
- The Silencers (1966)
- The Secret of My Success (1965)
- Synanon (1965)
- Advance to the Rear (1964)
- El profesor chiflado (1963)
- The Courtship of Eddie's Father (1963)
- Girls! Girls! Girls! (1962)
- Too Late Blues (1961)
- Man-Trap (1961)
- Li'l Abner (1959)
- The Blue Angel (1959) (no acreditada)
- Say One for Me (1959)

### Televisión
- Strip Mall (2001)
- By Dawn's Early Light * (2000)
- Viper - "The Getaway" (1998)
- The Christmas List * (1997)
- Nash Bridges - "Deliverance" (1997)
- The Dukes of Hazzard: Reunion! * (1997)
- General Hospital (1996, 1999)
- In Cold Blood (1996) (miniseries)
- Silk Stalkings - "When She Was Bad" (1996)
- Arli$$ - "What About the Fans?" (1996)
- Renegade - "Love Hurts" (1996)
- Subliminal Seduction * (1996)
- Dave's World - "The Mommies" (1995)
- Highlander - "Vendetta" (1995)
- Burke's Law - "Who Killed the Romance?" (1994)
- The Commish - "Eastbridge Boulevard" (1993)
- Dangerous Curves - "In the Name of Love" (1992)
- In the Heat of the Night - "A Woman Much Admired" (1991)
- Dream On - "Over Your Dead Body" (1990)
- Santa Barbara (1989-1990)
- Jake Spanner, Private Eye * (1989)
- Alfred Hitchcock Presents - "Twist" (1988), "Craig's Will" (1960)
- Man Against the Mob* * (1988)
- Father Dowling Mysteries - "Fatal Confession" (1987)
- Tales from the Hollywood Hills: A Table at Ciro's * (1987)
- Adventures Beyond Belief * (1987)
- Tales from the Hollywood Hills: Natica Jackson * (1987)
- Magnum, P.I. - "Find Me a Rainbow" (1986)
- A Masterpiece of Murder * (1986)
- The History of White People in America: Volume II * (1986)
- Murder, She Wrote - "Funeral at Fifty-Mile" (1985)
- Juzgado de guardia - "Harry and the Madam" (1984)
- Highway to Heaven - "Help Wanted: Angel" (1984)
- Hotel - "Flesh and Blood" (1984)
- Tierra sin hombres * (1984)
- Amazons * (1984)
- La isla de la fantasía (2 episodios, 1983)
- Newhart (2 episodios, 1983)
- Women of San Quentin * (1983)
- The Love Boat (2 episodios, 1983)
- Matt Houston - "Whose Party Is It Anyway?" (1983)
- Flamingo Road (34 episodios, 1981-1982), como Lute-Mae Sanders
- Twirl * (1981)
- Children of Divorce * (1980)
- Flamingo Road * (1980)
- Make Me an Offer * (1980)
- Friendships, Secrets and Lies * (1979)
- The French Atlantic Affair (1979) (miniseries)
- Hart to Hart * (1979)
- Express to Terror * (1979)
- The Jordan Chance * (1978)
- Cruise Into Terror * (1978)
- The Oregon Trail - "Hannah's Girl" (1977)
- The Night They Took Miss Beautiful * (1977)
- Murder in Peyton Place * (1977)
- Charlie Cobb: Nice Night for a Hanging * (1977)
- The New Love Boat * (1977)
- Wanted: The Sundance Woman * (1976)
- Kiss Me, Kill Me * (1976)
- Wonder Woman - "The New Original Wonder Woman" (1975)
- Police Story - "The Losing Game" (1975)
- Honky Tonk * (1974)
- The Day the Earth Moved * (1974)
- Banacek - "Ten Thousand Dollars a Page" (1973)
- Linda * (1973)
- Climb an Angry Mountain * (1972)
- Hec Ramsey - "Hangman's Wages" (1972)
- Ghost Story - "The Dead We Leave Behind" (1972)
- In Broad Daylight * (1971)
- Ben Casey (2 episodios, 1964)
- Frontier Circus - "The Balloon Girl" (1962)
- Follow the Sun - "Conspiracy of Silence" (1961)
- General Electric Theater - "The Great Alberti" (1961), "The Graduation Dress" (1960)
- Riverboat - "Zigzag" (1960)
- Bonanza - "Silent Thunder" (1960)
- Intriga en Hawái - "Kakua Woman" (1960)
- Johnny Ringo - "Uncertain Vengeance" (1960)

### Directora
- The Ranch (1989)
- The American Heroine (1979)